# Maniola maiza
Maniola maiza är en fjärilsart som beskrevs av Lang 1868. Maniola maiza ingår i släktet Maniola och familjen praktfjärilar. Inga underarter finns listade i Catalogue of Life.

## Bildgalleri

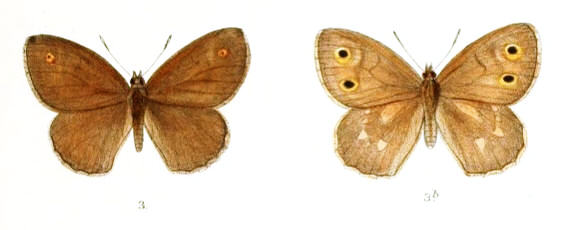
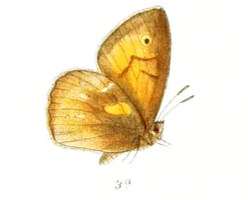